# Liste der Baudenkmale in Ritzerow
In der Liste der Baudenkmale in Ritzerow sind alle denkmalgeschützten Bauten der Gemeinde Ritzerow (Mecklenburg-Vorpommern) und ihrer Ortsteile aufgelistet. Grundlage ist die Veröffentlichung der Denkmalliste des Landkreises Mecklenburgische Seenplatte (Auszug) vom 20. Januar 2017.

## Baudenkmale nach Ortsteilen

### Ritzerow
| ID  | Lage                              | Bezeichnung                 | Beschreibung | Bild           |
| --- | --------------------------------- | --------------------------- | ------------ | -------------- |
| 920 | B 104 (Richtung Galenbeck rechts) | Meilenstein (Meilenobelisk) |              |                |
| 922 | Dorfstraße 77                     | Kirche mit                  |              | Weitere Bilder |
| 922 |                                   | Friedhof und                |              |                |
| 922 |                                   | Feldsteintrockenmauer       |              |                |
| 923 | Dorfstraße 76a                    | Kriegerdenkmal 1914/18      |              |                |

### Galenbeck
| ID  | Lage                          | Bezeichnung                    | Beschreibung | Bild           |
| --- | ----------------------------- | ------------------------------ | ------------ | -------------- |
| 376 | B 104 Richtung Neubrandenburg | Meilenstein                    |              | Meilenstein    |
| 377 | Dorfstraße Galenbeck 19       | Wohnhaus                       |              |                |
| 378 | Dorfstraße Galenbeck 29       | Gutsanlage mit                 |              |                |
| 378 |                               | Gutshaus,                      |              |                |
| 378 |                               | Park und                       |              |                |
| 378 | Dorfstraße Galenbeck 20, 21   | Kutscherhaus (mit Pferdestall) |              |                |
| 379 | Dorfstraße Galenbeck          | Friedhof mit                   |              |                |
| 379 |                               | Grabkapelle                    |              | Weitere Bilder |
| 379 |                               | Adeligengräbern                |              |                |
| 379 |                               | Gedenkkreuz                    |              |                |

### Wackerow
| ID   | Lage          | Bezeichnung                | Beschreibung | Bild |
| ---- | ------------- | -------------------------- | ------------ | ---- |
| 1128 | Wackerow 2, 3 | Bauernhaus                 |              |      |
| 1129 | Wackerow 5    | Bauernhaus                 |              |      |
| 1130 | Wackerow      | Friedhof mit               |              |      |
| 1130 |               | Grabstätte Friederike Pott |              |      |

## Quelle
- Karte der Baudenkmale im Geoportal des Landkreises